# FC Venus
FC Venus (někdy také FC Venuše) je finská romantická komedie z roku 2005. Hlavní tematikou je zde fotbal. O událostech předcházejících filmu napsala scenáristka Katri Manninen román nazvaný FC Venus: Anna a Pete (WSOY, 2005). V roce 2006 vznikl německý remake tohoto filmu.

## Děj
Pete hraje fotbal v jednom týmu, zvaný FC Heman. Ačkoliv všichni hráči zde hrají mizerně, nechybí jim zápal pro hru. Muži nemyslí na nic jiného než na míč a hru. Jednoho dne se Anna zčista jasna dozví, že Pete chce jejich letní prázdniny strávit se svými kamarády z týmu v Německu, kde se koná mistrovství světa ve fotbale. Ani manželky ostatních mužů z toho nejsou vůbec nadšené, a tak uzavřou s muži sázku: Anna sestaví z manželek a přítelkyň mužů z FC Heman vlastní tým, který na konci léta vyzve muže k zápasu. Pokud vyhrají ženy, muži přestanou se vším, co souvisí s fotbalem, ať je to hřiště nebo jen televize. Naopak, pokud vyhrají muži, ženy už nikdy nebudou mluvit do jejich záliby a navíc jim budou financovat cestu do Německa. A tak se zrodí nový tým, FC Venus. Anna však brzy zjistí, že to nebude tak lehké, jak si představovala. Vytrénovat totiž ženy, které snad poprvé drží balón v ruce a nikdy neslyšely slovo ofsajd, je celkem těžký úkol.

## Obsazení

### FC Venus (Ženy)
| Minna Haapkylä       | Anna         |
| Laura Malmivaara     | Carita       |
| Lotta Lehtikari      | Mara         |
| Miia Nuutila         | Katariina    |
| Noora Peltokukka     | Sari         |
| Diana Anttila        | Jonna        |
| Jenni Toivonen       | Mervi        |
| Eija Mikkonen-Budsko | Leena        |
| Irma Tervahartiala   | Ritva        |
| Elina Hagelin        | Kirsi        |
| Jerry Wahlforss      | Markus       |
| Taneli Mäkelä        | Trenér Lauri |

### FC Heman (Muži)
| Petteri Summanen     | Pete      |
| Jukka Rasila         | Ville     |
| Puntti Valtonen      | Risto     |
| Rami Virtanen        | Jake      |
| Eero Tommila         | Niko      |
| Hannu-Pekka Björkman | Simo      |
| Harri Kettumäki      | Kalevi    |
| Olli Halonen         | Dave      |
| Joona Majurinen      | Janne     |
| Janne Virtanen       | Sebastian |
| Juha Junttu          | Eero      |